# 演化的證據
此條目為生物演化的論證。查尔斯·达尔文在生物學家中第一個科學地論證了生物的演化，並匯集了系統分類學、生物地理學、比較解剖學、比較胚胎學、古生物學等領域的證據，說明如果生物是由共同祖先演化而來的話，那麼這些領域的種種現象就有了合理的解釋。
生物學家保羅·扎卡里·邁爾斯強調現今擁目前已有大量書籍和研究，例如PubMed數據庫中大約有 150,000 篇關放進演化論的初級研究文章以及說明絕大多數生物學家支持進化並利用NCSE中反對科學神創的科學協會的聲明反駁安·庫爾特認為進化論沒有任何證據支持的言論。
美國國家科學教師協會認為進化是一個主要的統一科學概念。一項在1991年所作的蓋洛普民調顯示，有大約55%的科學家（包括生物學領域以外的其他科學家）相信自然進化，上帝並沒有參與其中，調查結果亦顯示至少有40%的科學家相信神導演化論
。美國臨床研究學會出版的《JCI：臨床研究雜誌》中的《捍衛科學教育對抗智能設計：行動號召》指出政治凌駕了科學教育，必須讓科學教育回到科學即進化論的本身，並認為神創論是偽科學且與進化論是對立的。

雖然演化論有科學和考古支持，但由於缺乏可靠的歷史文獻，歷史學家一般不會視演化論為可信的歷史。生命的演化史和人類的演化史，不屬信史範疇，並被視作史前史學。

## 古生物學與化石紀錄

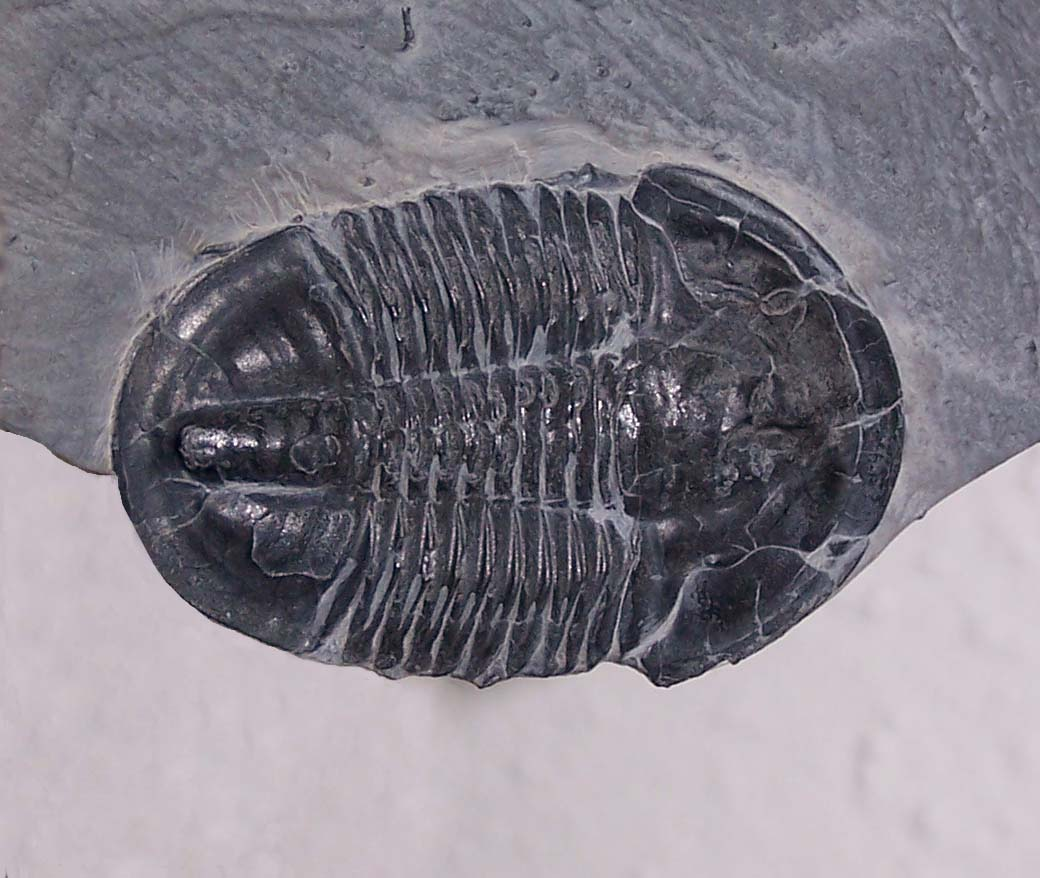
三葉蟲化石，三葉蟲是蝦與蟹的親戚，活躍於大約5億年前到2億五千萬年前

古生物學是以生物化石為基礎，以研究生物親緣關係的一種研究。當生物個體死亡之後，牠的屍體通常會經由微生物分解而腐化，使得生存痕跡消失。但有時候這些遺跡可能會因為某些因素而被保存。只要是來自古代生物造成的痕跡，或是生物體本身，都可以稱為化石。化石對於了解生物演化歷程而言相當重要，因為化石是較為直接的證據，且帶有許多詳細的資訊。
19世紀初葉，博物學家發現層層疊疊的沉積岩中的化石具有一定的排列順序。在沉積岩中，年代更為久遠的物質沉積得更深，更接近沉積岩的底部，而更為近期的沉積物位於上面一些。當然，這也不是絕對的，更古老的岩石有時位於年輕岩石之上，那是由於地殼大規模巨變導致的。與當代生物密切相似的化石出現於相對年輕的沉積物中，而與當代生物差距較大的化石位於更古老的沉積物中。根據這些觀察，許多博物學家認為生物隨著時間而變化，其中包括查爾斯·達爾文的祖父。但是，達爾文和阿爾弗雷德·羅素·華勒斯第一個指出自然選擇是推動演化的動力，或者被達爾文稱之為“變異的遺傳”。
達爾文於1859年發表《物種起源》時，古生物學還是一門新興的科學領域。地質史上許多年代的沉積岩要么是鮮為人知，要么是還沒有充分研究。達爾文公開自己的理論以前，花了近20年的時間蒐集支持論點的證據，他也仔細考慮了支持論點的證據不充分的問題，比如說那個時代的化石記錄不完全，缺少有些主要生物群體之間的過渡化石等。
從那時起的一個半世紀以來，古生物學家發現了很多達爾文時代所未知的過渡型生物。在各種各樣的考古點，在年齡為5億4千萬到6億3千5百萬年之間的沉積石裡發現了軟體多細胞生物的痕跡。在更早的沉積物裡發現的化石痕跡表明，蠕蟲樣的生物可能早在10億年以前就存在了。其中有一些生物很可能是單細胞生物和硬體生物之間的過渡型，前者是地球生命史開始的20億年或更長的時間裡唯一的居民，而後者從5億4千萬年以前開始大量出現於化石記錄中。而且，在此期間出現的許多生物都是過渡型生物，它們連接早期的軟體生物和某些主要的演化譜系，例如一直繁衍到今天的魚類、節肢動物、和軟體動物等。
在化石形成過程中，生物體外的痕跡由於快速地受到掩埋，因此不會發生風化與分解的情形。而較為常見的化石，則通常源自骨骼或外殼等堅硬部位，並經由類似鑄模的過程形成。堅硬的骨骼在動物死亡之後，會因為有機物的腐敗，而產生一些漏洞。將骨骼掩埋的砂石或礦物，則會經由這些漏洞侵入骨骼內部，並將其填滿。這種過程稱為置換作用，屬於型體的保留，而不是生物體本身的保留。也有一些化石是生物體本身，例如被冰凍的猛獁象、琥珀裡的昆蟲。此外，古代動物的腳印，或是植物在地底下因為溫度與壓力的作用而碳化，都可稱為化石。

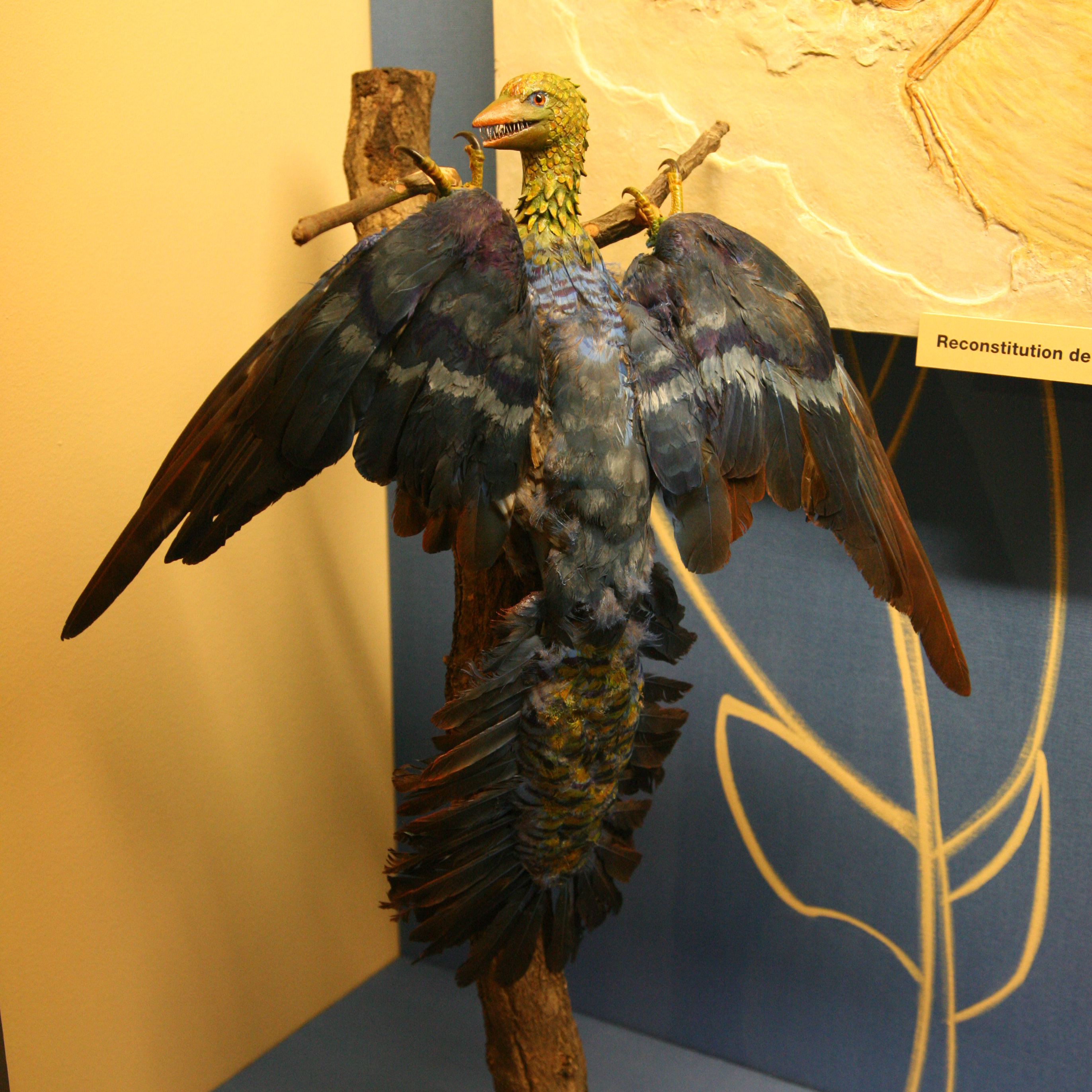
始祖鸟复原模型

不同時代的生物化石，會出現的在不同的地層中，如此便能夠研究古生物之間、乃至與現代生物之間的關係。「失落的環結」指演化過程可能出現過，卻尚未發現的物種；而連接兩個物種之間的化石，則稱為「過渡化石」。例如可能位在鳥類與恐龍中間的始祖鳥（Archaeopteryx）化石；以及最近所發現的一種具有四肢的大型淺水魚提塔利克（Tiktaalik），可能是魚類與兩棲類的過渡化石。
化石紀錄對於古生物的研究有所限制，因為形成化石並不容易。舉例而言，軟體動物身上並沒有太多能夠形成化石的部分，還有一些生物生存在難以形成化石的環境當中。即使化石形成之後，也有可能因為某些原因被摧毀，使得大多數化石皆是零散的狀態，只有少數化石能夠保持完整。而當演化上的改變在族群當中只占有少部分，或是環境變化使族群規模縮小，都會使它們形成化石的機率相對較小。此外，化石幾乎無法用來研究生物內部器官構造和機制。

## 生物地理學與物種分佈

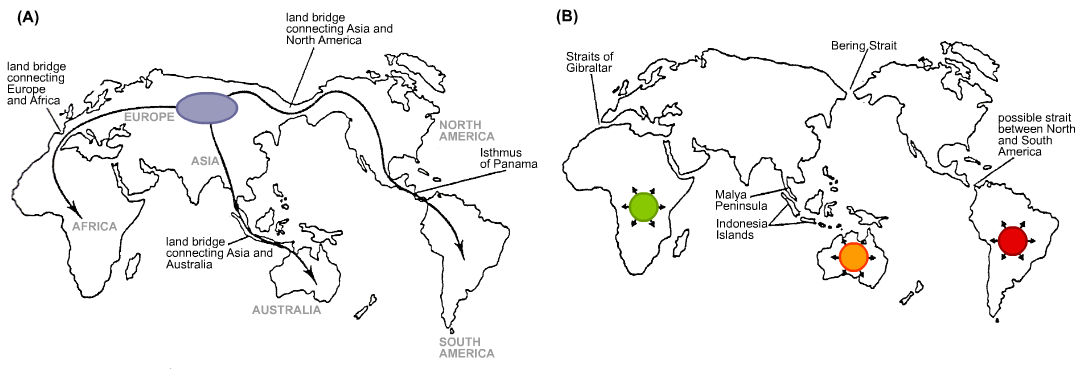
A圖顯示古代大陸間有陸橋連結，因此動物可在大陸間自由遷徙。B圖顯示陸橋消失之後，各地物種受到孤立，並形成新起源的情形。

由於板塊移動造成的大陸漂移（如南美洲與非洲），以及冰河時期前後造成的海平面高度的變化（如白令海峽陸橋），改變了陸地之間的相連性，使得一些相差遙遠的地區，雖然能夠在地底下挖出許多相似的生物化石，如今卻因為海洋或山脈的隔離，而使現有的物種具有相當大的差異。
例如在南美洲的新世界猴、美洲豹與駱馬；以及非洲的舊世界猴、獅子與長頸鹿。此外，與世界上其他地方的胎盤動物相比較為原始的有袋類動物，雖已大多滅絕，但澳洲大陸卻依然保留如袋鼠與無尾熊等許多有袋類。除了不同陸塊之間具有這種現象之外，在大陸與其鄰近島嶼，也因為曾經在地理上相連，而能夠找到相似但具有變異的物種。例如台灣、日本與中國的獼猴之間的差異。

## 型態比較

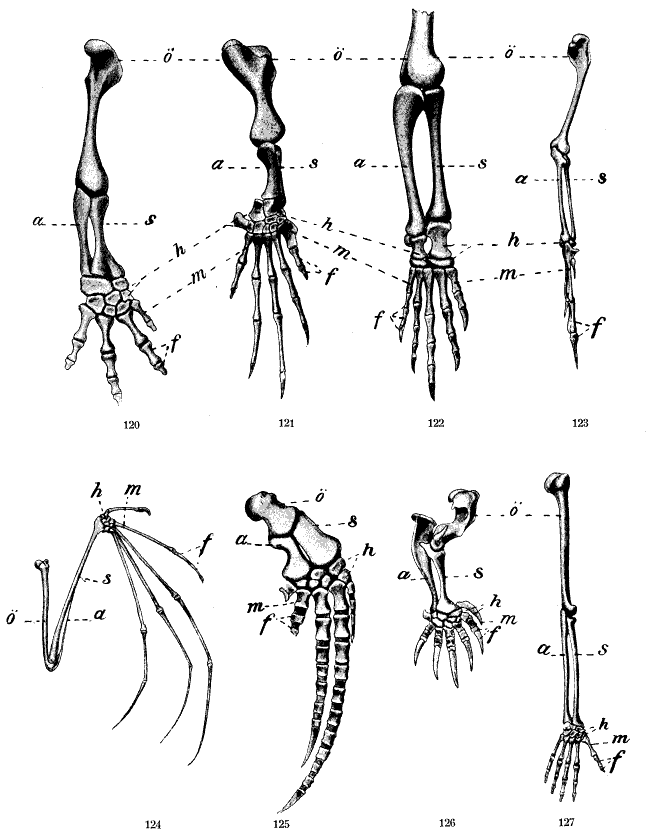
脊椎動物同源構造的相互比較。从上到下，从左到右分別是有尾目（蠑螈等）、龜、鱷魚、鳥、蝙蝠、鯨魚、鼴鼠以及人類的前肢

曾有觀點認為脊椎動物五趾肢的比較，支持了脊椎動物具有共同祖先的理論。舉例而言，雖然人類、貓、鯨魚與蝙蝠的五趾肢在型態上有所差異，但是主要架構都很相似。這些「同源」的構造，適應了不同的功能，如抓握、行走、游泳與飛行。
此外有一些構造在功能上相似，但卻具有不同的型態。例如蝙蝠、鳥類與昆蟲的翅膀；昆蟲與脊椎動物的腿；章魚與脊椎動物的眼睛；魚類、鯨魚與龍蝦的鰭等。這類「異源」的構造，適應了相同的功能，如飛行、行走、感光與游泳。

## 發育過程
所有的脊椎動物胚胎在發育初期都非常相似，在發育的過程中，這樣的相似會逐漸減少，最後形成各物種的型態。舉例而言，雖然各種成熟的脊椎動物差異很大，但是牠們的胚胎型態在發育初期卻非常相似，腮裂仍然出現在已經沒有腮的爬蟲類、鳥類與哺乳類胚胎中。魚類的二房心會被保留到成體，而人類的胚胎雖然也有這種構造，卻會在胚胎成熟後消失。
1870年代提出胚胎重演學說的恩斯特·海克爾，認為不同物種在同一段發育時期的差異也會顯現出這些物種在演化上的親近程度，而且這些生物演化歷史的重複表現，能夠出現在任何生物的胚胎發育過程。但是到了1997年，海克爾的理論正式被推翻。理察森與先前的一些研究發現，胚胎發育的型態，並不完全符合演化上的親近程度。即使如此，現今的某些中學生物教科書依然繼續使用海克爾的理論。
在胚胎重演論提出直到被推翻的期間，胚胎學對於演化機制的解釋並沒有太大的進展。但是近年的演化發育生物學（Evolitionary developmental biology）研究，將分子生物學與發育生物學等學門結合，解釋基因的改變對於動物形態的控制過程。同時也發現外表差異相當大的動物之間，也擁有相同的調控基因。以及相同的基因在不同的時間與空間，具有不同的作用。這些調控動物發育過程的基因，主要為一類Hox基因。

## 分子證據
分子生物學與生物化學可以利用構成生命的各種分子，來研究生物的親緣關係。這些分子包括了核糖核酸（RNA）、去氧核糖核酸（DNA）、蛋白質與醣體等。現在的科學家已經可以用機器與電腦將這些分子的鹼基序列、氨基酸序列定序。研究這些序列的學門分別為基因體學、蛋白質體學。此外還有一種更為複雜的醣體學，專門分析醣類構造。
基因體學透過去氧核糖核酸序列的比較，可以建立出與傳統分類學大致符合的種系發生樹。這種方法通常用來確認並增強分類學的研究，將其他演化證據的漏洞修補或是修正。例如人類的DNA序列與黑猩猩的差異約為1.2%，與大猩猩的差異約為1.6%，與狒狒則為6.6%，如此就能推斷並量化人類與猿類的親緣關係。此外一種組成核糖體的16S rRNA序列，也是研究親緣關係的重要分子，這些研究導致了三域系統的出現，將真核生物、古生菌與細菌分開。
蛋白質體學也支持了生物具有共同祖先的說法，因為許多生命所需的蛋白質，例如核糖體、DNA聚合酶與RNA聚合酶，不但出現在較原始的細菌，也出在複雜的哺乳類體內。這些蛋白質的核心部分在不同生物中保有相似的構造與功能，而較複雜的生物具有較多的蛋白質次單位（protein subunit），以調控更複雜的蛋白質相互作用。
生物體內有一種去氧核糖核酸片段，雖然與已知基因具有相似的序列，但是卻無法發揮作用並完成蛋白質的製造。這類無用的核酸片段稱為偽基因，是支持生物具有共同祖先的證據之一。它們之所以無法正常作用，是因為在演化過程中，基因突變累積過多的緣故。

## 抗藥性
微生物與病毒的抗藥性，在醫學上是重要問題，也是演化證據之一。例如金黃葡萄球菌在1943年時仍可使用青黴素（盤尼西林）治療，到了1947年就已經發現具抗藥性的菌株。1960年代改用甲氧苯青黴素，同樣因為抗藥性菌種的散佈，使得1980年代改用萬古黴素，2002年時，已發現抗萬古黴素的菌種。

## 返祖現象
返祖現象是指個別生物體出現了其祖先所具有的性狀的現象。返祖現象在很多物種中都有發生，如雙翅目昆蟲的後翅已經退化為平衡槌，但偶爾會出現有兩對翅膀的個體；家養的雞、鴨、鵝已經失去飛翔的能力，但偶爾也會出現飛行能力特別強的個體。人類也有返祖現象，常見的有先天性遺傳多毛症、有尾返祖畸形、副乳等等。遺傳學家認為這些現象大多是由基因變異引起的，一般屬於常染色體隱性遺傳，因此大多數具有返祖現象的人都生出了正常的後代，不過也有個別例外。
返祖現象被認為是演化論的證據之一。現代遺傳學對返祖現象的解釋主要有兩種，一是決定某個形狀的多個基因原本已經分開，通過雜交或其他原因又重組在一起；二是決定這種性狀的基因在演化過程中已經被阻遏蛋白所屏蔽，但由於某種原因導致阻遏蛋白脫落，被屏蔽的基因恢復了活性，於是又表現出了祖先的性狀。

## 人工選擇

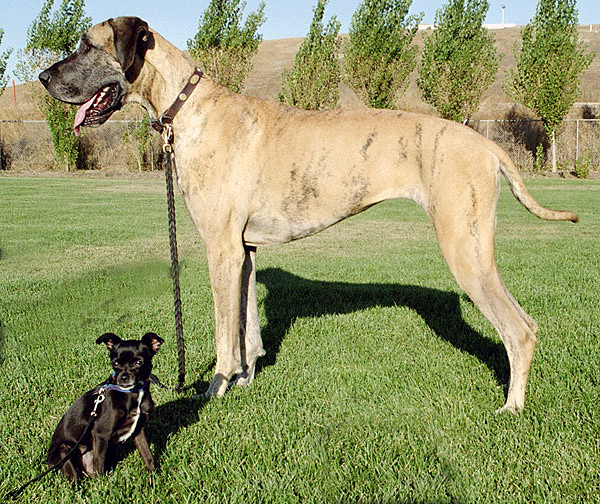
人工選擇的結果：吉娃娃和大丹犬體形的差異

人工選擇是指針對家養植物和動物特定性狀進行育種，使這些性狀的表現逐漸強化，而人們不需要的性狀則可能逐漸消匿的過程。人類以控制家養植物和動物的繁殖，確定哪些具有特定性狀動物或植物會繁殖的後代生存，因此此過程也決定哪些基因會被遺傳給後代。人工選擇的過程中，會產生了顯著家畜的演化。例如，人們以控制養殖產生了不同類型的狗。吉娃娃和大丹犬的大小之間的差異是人工選擇的結果。
人工選擇已經產生了各式各樣的植物。最近的遺傳證據表明，玉米的馴化發生在1萬年前墨西哥中部。.在馴化之前玉米的野生形式，可食部分很小，而且不易收集。今天的玉米遺傳合作庫存中心（Maize Genetics Cooperation Stock Center）保持了超過10萬個玉米的遺傳變異中出現過的隨機突變和染色體的變化。

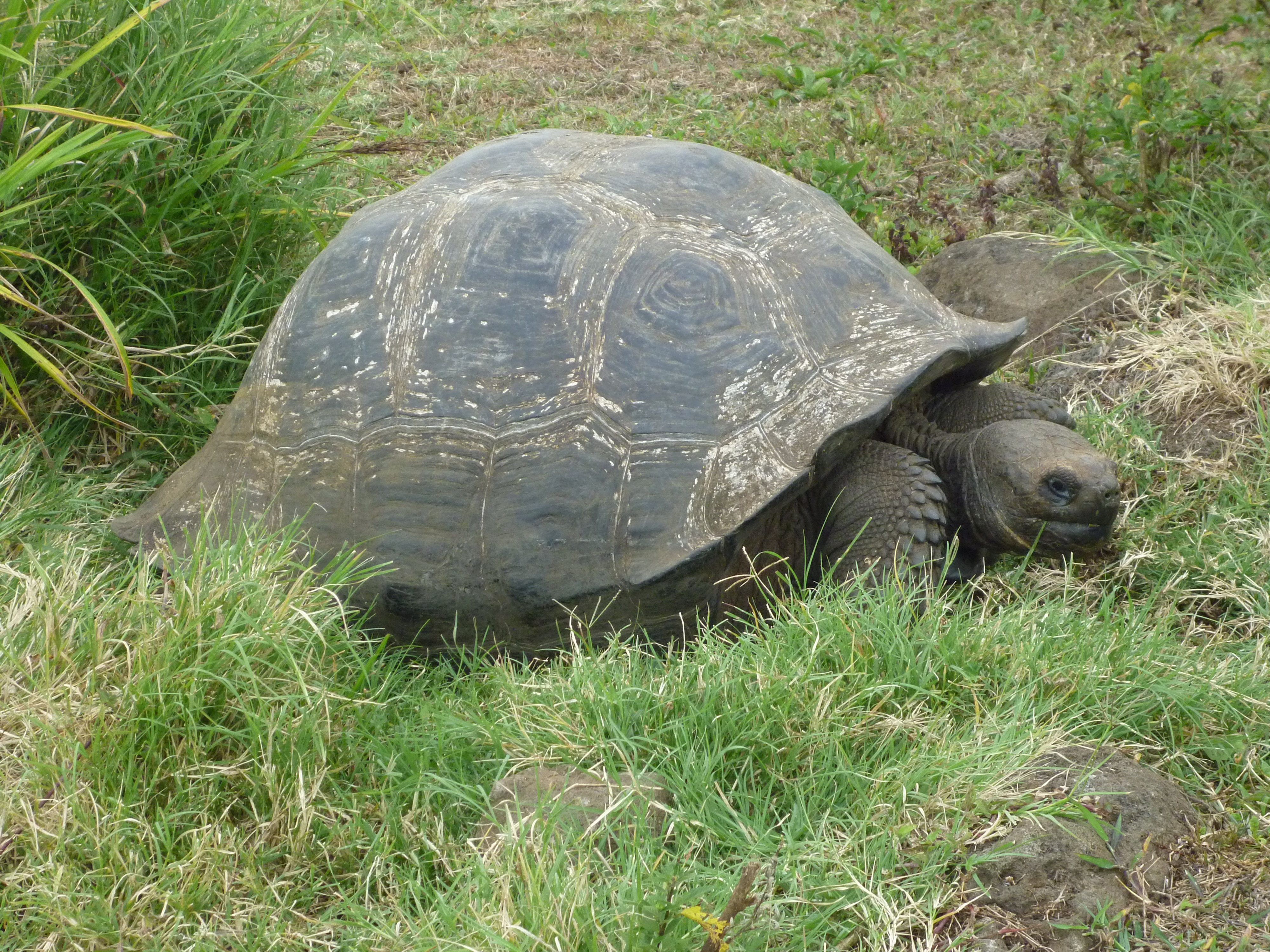
聖克魯斯島加拉巴哥象龜是加拉巴哥群島當地的特有動物品種。當年達爾文就是透過觀察包括聖克魯斯島在內、各島上的象龜亞種，啟發他之後提出演化論概念的靈感。

在自然選擇和人工選擇的變化都是隨機突變的結果，在遺傳過程在本質上是相同的。達爾文仔細觀察動物和植物的人工選擇的結果，形成許多支持自然選擇的論據。在“物種起源”一書中，達爾文提出，如果人類可以使家養動物和植物在短期內產生明顯變化，那麼物種經歷數百萬年的自然選擇，就可能演化出現在我們所見的新物種。

## 薩根標準
薩根標準是一句格言，認為「超凡的主張，需要有超凡的證據」（Extraordinary claims require extraordinary evidence），這個格言往往成為理性思考、批判性思考、以及科學考證的重要標準之一。
演化論在宗教人士(特別是亞伯拉罕諸教如基督教、天主教和伊斯蘭教教徒)及公眾人士眼中，往往認為它是屬於超凡的主張，因為與直覺、宗教經典及創造論發生衝突，因此要求超凡的證據。由於沒有歷史文獻記錄生物演化史等「超凡證據」作為佐證，宗教人士及不少公眾人士均不接納演化論。
但在生物學者及科學家眼中，演化論並非超凡主張，因為演化不但與科學沒有衝突，還能有效解釋及補充科學的觀點。有關各種生命起源的理論中，只有演生化論能完全滿足在生物學、古生物學、分子生物學、遺傳學、人類學及其他各領域中所觀察到的現象的理論。一項在1991年所作的蓋洛普民調顯示，只有大約5%的科學家（包括生物學領域以外的其他科學家）認為自己是完全拒絕演化論 (包括拒絕神導演化論) 的純創造論者。因此，主流科學界認為，即使沒有歷史文獻記錄生物演化史等「超凡證據」作為佐證，也能接納演化論為科學。